# Pirestinos
Pirestinos (Pyrestini) é uma tribo de coleópteros da subfamília Cerambycinae.

## Sistemática
- Ordem Coleoptera
  - Subordem Polyphaga
    - Infraordem Cucujiformia
      - Superfamília Chrysomeloidea
        - Família Cerambycidae
          - Subfamília Cerambycinae
            - Tribo Pyrestini (Lacordaire, 1869)
              - Gênero Cymaterus (Pascoe, 1885)
              - Gênero Erythresthes (Thomson, 1864)
              - Gênero Erythrus (White, 1853)
              - Gênero Pachylocerus (Hope, 1834)
              - Gênero Pyrestes (Pascoe, 1857)